# Saipa Karadż
Saipa Karadż (per. باشگاه فوتبال سايپا کرج) – irański klub piłkarski z siedzibą w mieście Karadż. Obecnie występuje w 1. lidze.

## Historia
Klub został założony w 1989. Od początku swojego istnienia był liczącym się klubem w rozgrywkach o mistrzostwo kraju. Zespół zdobył mistrzostwo Iranu w sezonach 1993/1994 i 1994/1995. 
W 1994 ekipa z Karadżu zdobyła także Puchar Hazfi. W 1996 drużyna zaszła aż do półfinału Azjatyckiej Ligi Mistrzów. Później klub ustąpił pola dwóm drużynom ze stolicy kraju, Persepolisowi oraz Esteghlalowi. Przełomem był dopiero sezon 2006/2007, w którym zespół zdobył swoje trzecie mistrzostwo kraju. Mimo to w ostatnim czasie klub okupuje środkowi rejony tabeli Iran Pro League.

## Sukcesy
- Mistrzostwo Iranu (3 razy): 1994, 1995, 2007
- Puchar Hazfi: 1994
- Półfinał Azjatyckiej Ligi Mistrzów: 1996

## Obecny skład
Aktualny na 13.11.2019
| Nr | Poz. | Piłkarz                        |
| -- | ---- | ------------------------------ |
| 1  | BR   | Hamed Fallahzadeh              |
| 2  | OB   | Saeid Mohammadfar              |
| 3  | OB   | Kamaledin Nikkhou              |
| 4  | PO   | Roozbeh Shahalidoost (Captain) |
| 5  | OB   | Mojtaba Lofti                  |
| 6  | OB   | Taha Shariati                  |
| 7  | NA   | Reza Jafari                    |
| 9  | PO   | Amirhossein Hosseinzadeh       |
| 10 | NA   | Arman Ramezani                 |
| 11 | PO   | Mohammad Sharifi               |
| 13 | OB   | Armin Sohrabian                |
| 14 | PO   | Saeid Gholamalibeigi           |
| 15 | OB   | Mahyar Jabbari                 |
| 16 | PO   | Mohammad Soltani Mehr          |
| 17 | NA   | Hossein Nokhodkar              |
| 18 | OB   | Omid Dorreh                    |
| 19 | OB   | Mohammadreza Baouj Rezaei      |
| 20 | OB   | Mostafa Naeij Pour             |
| 21 | NA   | Danial Jahanbakhsh             |
| 22 | BR   | Meysam Hosseinpour             |
| 23 | NA   | Moein Abbasian                 |
| 24 | NA   | Majid Aliyari                  |
| 26 | OB   | Amir Mehdi Janmaleki           |
| 27 | NA   | Hossein Kamyab                 |
| 28 | PO   | Madżid Gholamneżad             |
| 29 | NA   | Seyed Mohammad Mehri           |
| 32 | NA   | Mohammad Reza Soleimani        |
| 33 | OB   | Abolfazl Jalali                |
| 34 | BR   | Ahmad Gohari                   |
| 37 | PO   | Ali Davaran                    |
| 40 | BR   | Mehdi Nourollahi               |